# Темерин (община)
Темерин (серб. Темерин) — община в Сербии, входит в Южно-Бачский округ.
Население общины составляет 25 780 человек (2022 год), плотность населения составляет 151,65 чел./км². Занимаемая площадь — 170 км², из них на 2007 год 90,3 % используется в промышленных целях.
Административный центр общины — город Темерин. Община Темерин состоит из 3 населённых пунктов, средняя площадь населённого пункта — 56,7 км².

## Статистика населения общины
| Год  | Население, чел. |
| ---- | --------------- |
| 1991 | 26 711          |
| 2001 | 27 947          |
| 2002 | 28 320          |
| 2003 | 28 336          |
| 2004 | 28 311          |
| 2005 | 28 309          |
| 2006 | 28 300          |
| 2007 | 28 273          |
| 2022 | 25 780          |